# Liste von Persönlichkeiten aus Bissone
Diese Liste enthält in Bissone geborene Persönlichkeiten und solche, die in Bissone ihren Wirkungskreis hatten, ohne dort geboren zu sein. Die Liste erhebt keinen Anspruch auf Vollständigkeit.

## Persönlichkeiten
(Sortierung nach Geburtsjahr)
- Giambono da Bissone (* um 1250 in Bissone; † nach 1285 ebenda), Bildhauer in Cremona[1]
- Arnoldo da Bissone (* um 1290 in Bissone; † nach 1340 in Florenz), Bildhauer[2]
- Alberto di Arnoldo da Bissone (* um 1320 in Bissone; † nach 1378 in Mailand), Bildhauer in Florenz[3]
- Alberto da Bissone (* um 1330 in Bissone; † nach 1387 in Mailand), Bildhauer, tätig am Mailänder Dom[4]
- Giovanni da Bissone (* um 1350 in Bissone; erwähnt 4. Oktober 1387 am Mailänder Dom; † um 1400 ebenda), Bildhauer[5][6]
- Airoldo da Bissone (* um 1350 in Bissone; erwähnt 4. Oktober 1387 am Mailänder Dom; † um 1400 ebenda), Bildhauer, der 1387 am Dom von Mailand arbeitete. Von ihm soll die Familie Airoldi von Lugano und Genua abstammen, in welch letzterer Stadt sie die grossartige San Donato Kirche restaurierte[7]
- Giovanni del fu Milano da Bissone (* um 1390 in Bissone; † nach 1448 in Genua ?), Bildhauer[8]
- Pietro de Beltramo (* um 1395 in Bissone; † nach 1422 ebenda), Bildhauer, tätig im Dom von Siena[9]
- Luca de Bissone (* um 1400; † um 1460 ebenda ?), Bildhauer in Genua[10]
- Giuliano von Bissone (* um 1410 in Bissone; † nach 1474 ebenda ?), Sohn von Andrea, Baumeister Mitarbeiter mit Bartolomeo Cremona aus Arosio bei der Erstellung des Hofenplanes von Savona 1437[11][12]
- Antonio da Bissone (* um 1410 in Bissone; † nach 1436 ebenda ?); Bildhauer schuf im Dom zu Como[13]
- Michele de Aria (* um 1440 in Bissone (oder Pellio Intelvi ?); † nach 1490 ebenda), Bildhauer in Genua, arbeitete in der Sankt Johanneskapelle in der Kathedrale von Genua; er war tätig auch in der Sixtinischen Kapelle von Savona[14]
- Giovanni de Aria (* um 1440 in Bissone (oder Pellio Intelvi ?); † nach 1490 ebenda), Bildhauer in Genua, schuf die Statue von Franco Spinola im Spinola-Palast und Statuen und Grabdenkmäler im Palazzo San Giorgio; er war tätig auch in der Sixtinischen Kapelle von Savona[15]

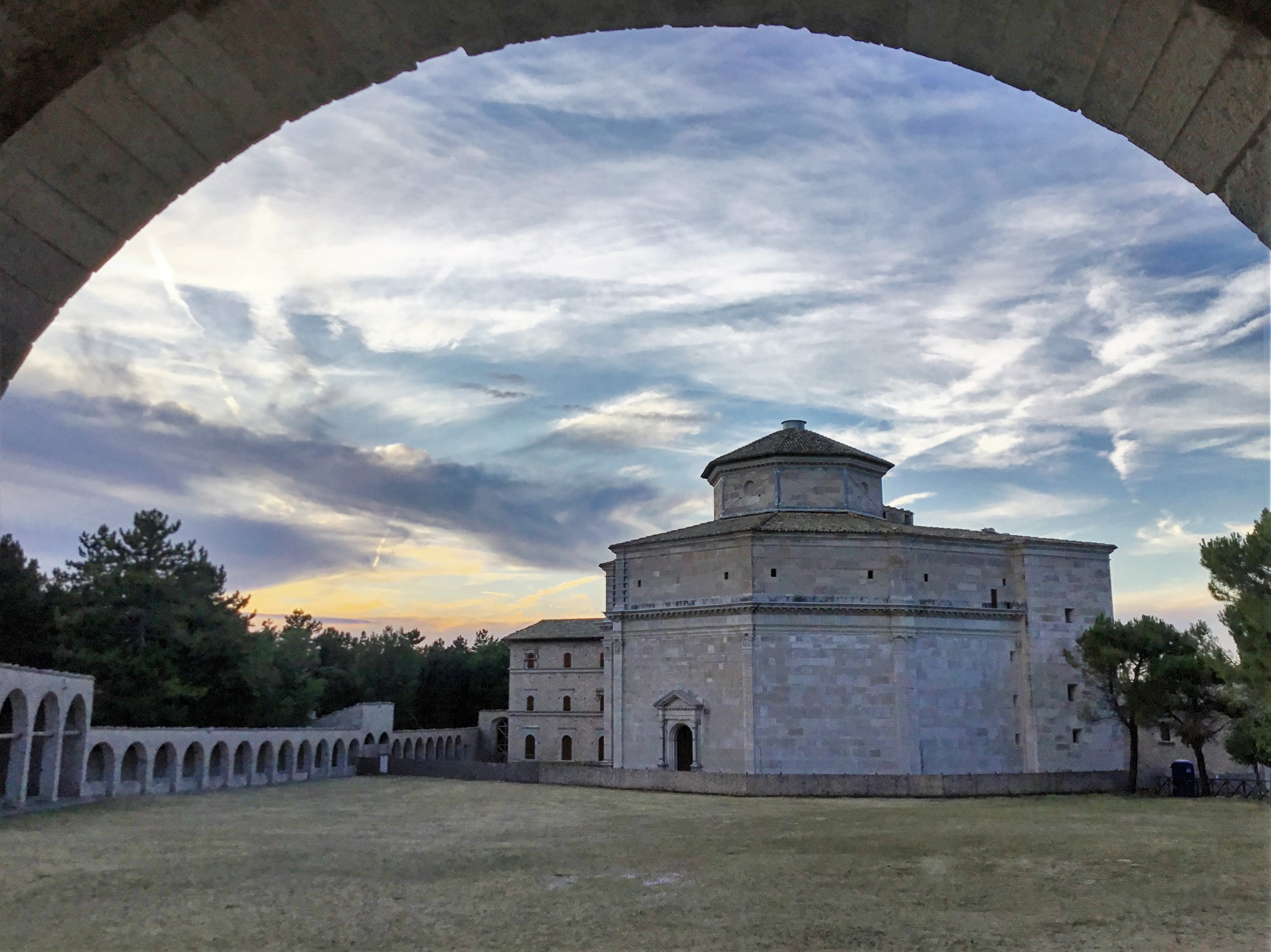
Giovanni Battista da Lugano: Santuario di Macereto, 1528

- Leone di Matteo da Bissone (* um 1440 in Bissone; † nach 1481 ebenda ?), Baumeister, schuf in Sestri Levante und in Genua, tätig mit Gasparino d’Antonio am Palazzo dei Capitani in Perugia[16]
- Gabriele da Bissone ? (* um 1445 in Bissone; † 15. Màrz 1505 in Palermo), Sohn des Battista, Bildhauer, Mitarbeiter des Andrea Mancino[17]
- Matteo da Bissone (* um 1450 in Bissone; † nach 1486 in Genua?), Sohn von Jacopo, Bildhauer an der Fassade des Palazzo Doria Serra[18][19]
- Giovanni Pietro da Bissone (* um 1475 in Bissone; † nach 1510 in Genua?), Sohn des Matteo, Bildhauer an der Kapelle San Sebastiano der Kathedrale von Genua[20]
- Bernardino del lago di Lugano (* 1480 in Bissone; † nach 1544 in Bologna?), Sohn des Antonio, Bildhauer, Stuckateur und Giesser. Er arbeitete an der Ausschmückung der Sankt Michaelskirche in Bologna[21]
- Antonio da Bissone (* um 1480 in Bissone; † nach 1518 in Venedig), Bildhauer[22]
- Francesco Maderno (* um 1480 in Bissone; † nach 1525 ? ebenda ?), Sohn von Giovanni, Bildhauer, Schüler von Giovanni Antonio Amadeo[23]
- Martino della Pesa genannt Bissone (* um 1510 in Bissone; † nach 1550 in Brescia), Bildhauer[24]
- Filippo da Bissone (* um 1515 in Bissone; † nach 1558 in Santuario di Macereto bei Visso), Sohn des Tommaso, Bildhauer im Santuario di Macereto projektiert von Architekt Giovanni Battista da Lugano[25]
- Carlo da Bissone (* um 1515 in Bissone; † nach 1558 in Santuario di Macereto bei Visso), Sohn des Tommaso, Bildhauer[26]
- Giacomo da Bissone (* um 1515 in Bissone; † nach 1558 in Santuario di Macereto bei Visso), Sohn des Tommaso, Bildhauer[27]
- Giambattista Bissoni (* um 1576 in Padua; † 1636 ebenda), Maler, Schüler des Apollodoro di Porcia[28]
- Pietro Maderno (* um 1580 in Bissone; † nach 1615 ebenda ?), Stuckateur in Rom[29]

- Künstlerfamilie Bono.[30]

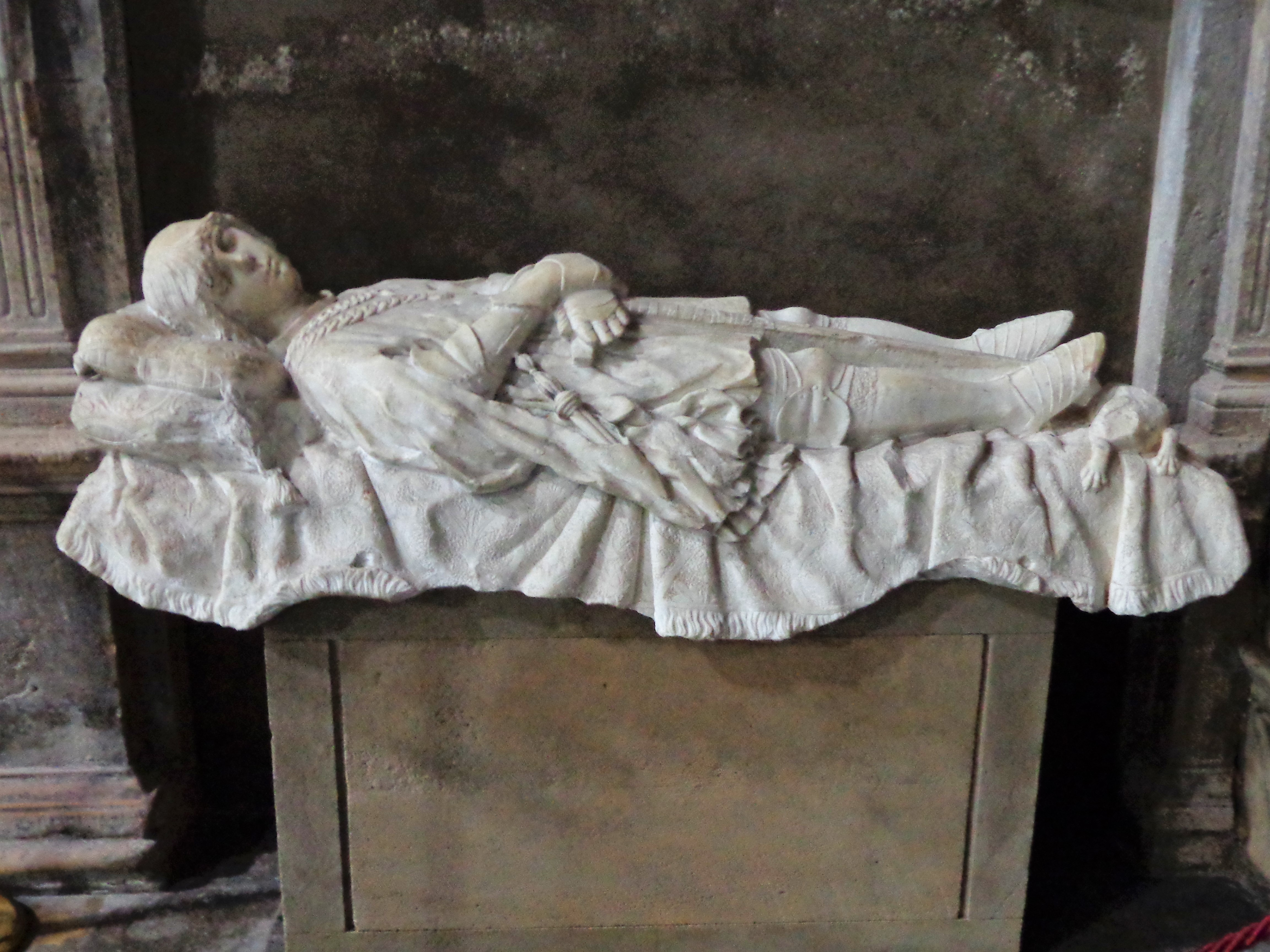
Domenico Gagini: Grabmal von Antonello Speciale, Kirche San Francesco d’Assisi, Palermo

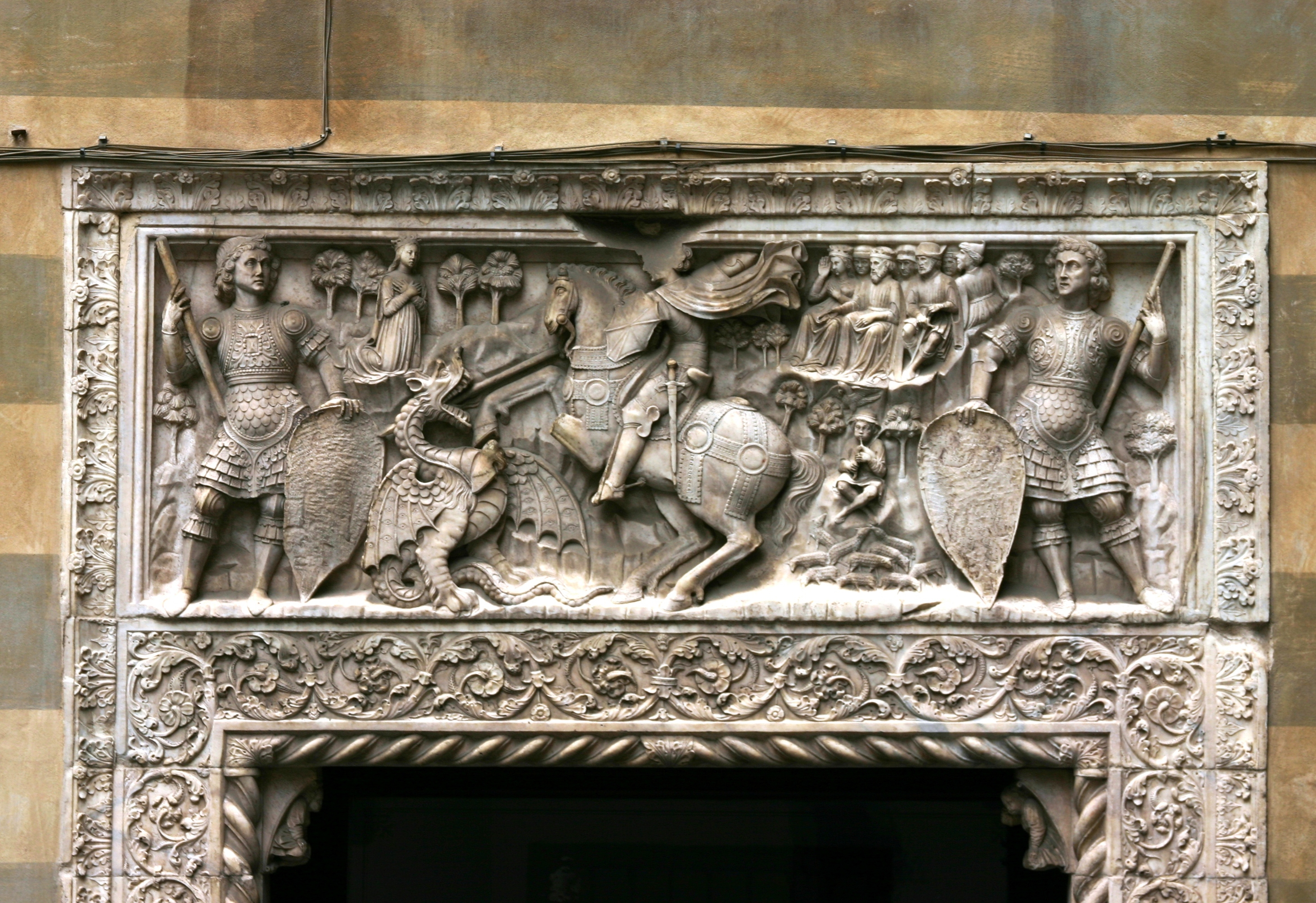
Giovanni Gaggini: Portal, Palazzo Giorgio Doria, Genua 1457.

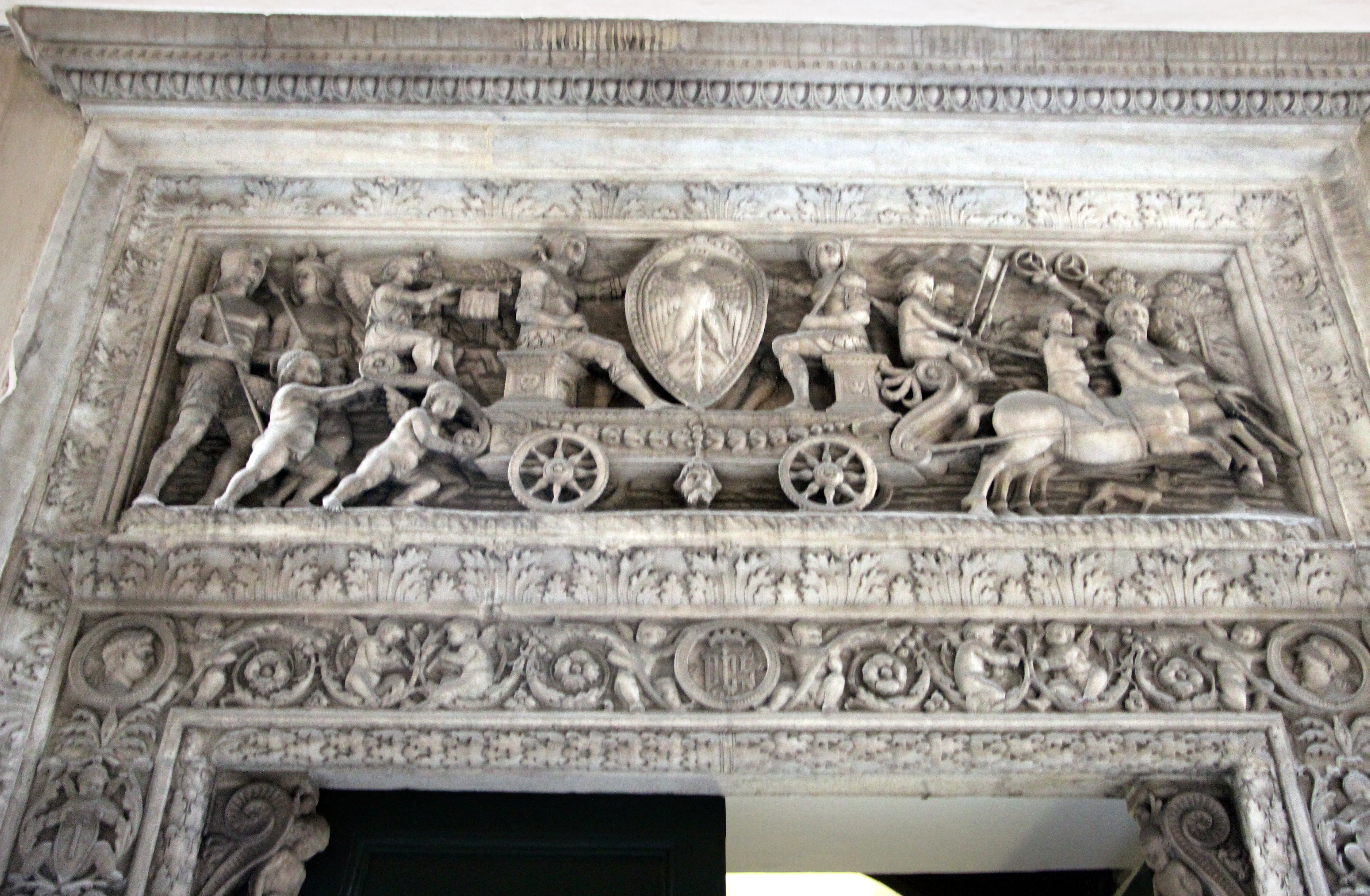
Pace Gaggini: Haus Doria Portal, Genua

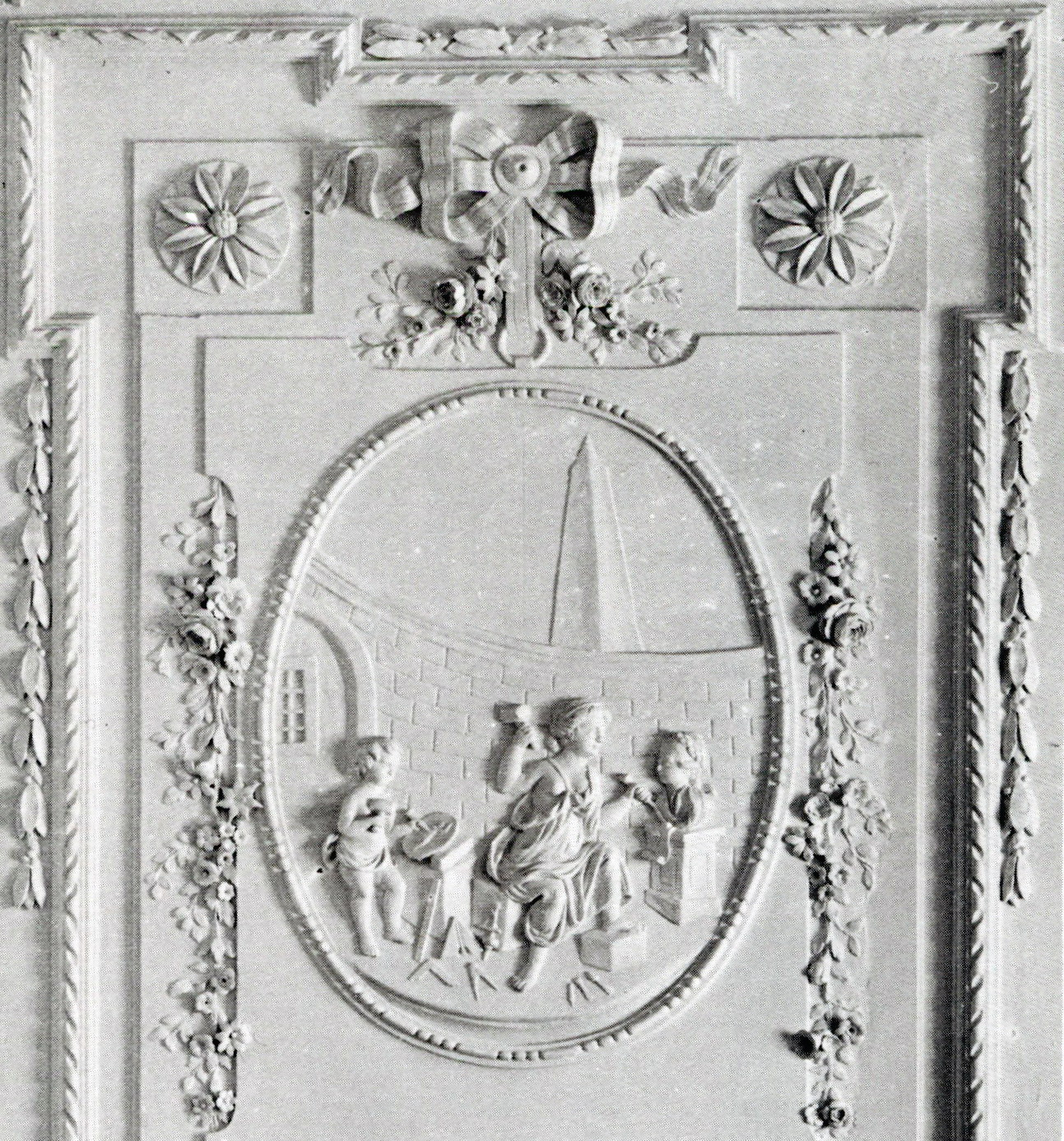
Petrus Nicolaas Gagini: Architectura, Detail Stuckwerk im Haus Eyll, Maastricht-Heer (1789)

  - Benvenuto Bono (* um 1240 in Bissone; nach 1281 in Parma?), Bildhauer[31]
  - Giovanni Bono (* um 1240 in Bissone; nach 1281 in Parma?), Bildhauer[32][31]
  - Bernardino Bono (* um 1240 in Bissone; nach 1281 in Parma?), Bildhauer[31]
  - Nicolao Bono (* um 1240 in Bissone; nach 1281 in Parma?), Bildhauer[31]

- Künstlerfamilie Gaggini.[33][34][35][36]
  - Pietro Gaggini (* um 1400 in Bissone; † nach 1460 in Genua?), Vater Von Domenico, Bildhauer[37][38]
  - Beltrame Gagini (* um 1415 in Bissone; † vor 1476 in Sacile?), Bildhauer in Sacile[39][33][40]
  - Domenico Gagini (* um 1420/26–1492), Bildhauer in Palermo
  - Elia Gaggini (* um 1420 in Bissone; † nach 1478 in Genua ?), Bildhauer, im Jahr 1441 schuf Arbeiten an der städtischen Loggia in Udine[41][42]
  - Giuliano Gaggini (* um 1420 in Bissone; † 1480 in Bonifacio), Bildhauer und Festungsbaumeister[43]
  - Giovanni da Bissone (* um 1420 in Bissone; † nach 1470 ebenda ?), Sohn von Andrea, Bildhauer in Genua[44]
  - Elia Gaggini da Ponte bei Bissone (* um 1450 in Bissone; † nach 1509 in Città di Castello), Sohn des Bartolomeo, Architekt[45][46]
  - Matteo Gaggini (* um 1435 in Bissone; † nach 1506 in Genua?), Bildhauer und Ingenieur[47]
  - Giovanni Gaggini (* um 1435–1517), Bildhauer in Genua
  - Corrado Gaggini (* um 1440 in Bissone; † um 1500 in Genua), Bildhauer[48][33]
  - Giovanni Pietro Gaggini (* um 1455 in Bissone; † um 1515 in Palermo), Sohn des Matteo, Bildhauer, er restaurierte die Kapelle des heiligen Sebastian und führte auch andere Arbeiten im Dom von Palermo und am Cattaneo-Palast aus
  - Bernardino Gaggini genannt da Milano oder Furlano (* um 1455 in Bissone; erwähnt 1490 in Venedig; † 1520/21 in Susans, Gemeinde Majano (Friaul)), Sohn von Antonio di Giacomo, Bildhauer, Architekt in Venedig, Tolmezzo, Udine. Im Jahr 1490 schuf er eine Balustrade für die Scala dei Giganti im Dogenpalast in Venedig.[49][50][51][52][53]
  - Antonio Gaggini (* um 1458–1536), Bildhauer in Genua
  - Pace Gaggini (* um 1460–1493), Bildhauer in Genua
  - Giovanni Gaggini (* um 1465 in Palermo; † nach 1492 in Girgenti?), Sohn von Beltrame, Bildhauer[54][55]
  - Beltrame Gaggini (* 1472 in Bissone; † nach 1520 in Genua ?), Sohn von Antonio, Bildhauer, Schüler von Antonio Maria Aprile[56]
  - Giovanni Pietro Gaggini (* um 1475 in Bissone; † nach 1520 in Genua), Sohn von Bernardino, Bildhauer in Genua[57][58]
  - Bernardino Gaggini (* um 1490–1560), Bildhauer in Spanien[59]
  - Giovanni Pietro Gaggini (* um 1610 in Bissone; † nach 1642 ebenda), von Bissone, Holzschnitzer, er schnitzte 1642 mit Giovanni Battista Tamanzi das Täfelwerk der Orgeln im Dom zu Como[33]
  - Domenico Gaggini (* um 1640 in Bissone; † nach 1677 in Olmütz?), Stuckateur in Böhmen[60]
  - Bernardo Gaggini (* um 1650 in Bissone; † nach 1689 ebenda), Bildhauer in Como, der mit Salvi und Carlo Airaghi den Altar der Jungfrau im Dom zu Como vollendete[33]
  - Giovanni Francesco Gagino (* um 1720 in Bissone; † nach 1780 in Genua?), Maler, Wandmaler[61]
  - Petrus Nicolaas Gagini (1745–1811), Schweizer Stuckateur und Zeichner

- Künstlerfamilie Porro/i, Pahr, Bähr.[62][63][64][65][66][67]
  - Bernardino de Porri oder da Bissone (* um 1470 in Bissone, erstmals erwähnt 1496 in Pavia; † 1537 in Mailand), Sohn von Gabriele, Bildhauer bei Certosa di Pavia, in Mailand und Genua[68][69][70][66][71][72][73]
  - Giovanni Battista Porro (Pahr) (* um 1519 in Bissone; † 1582 in Schlesien), Architekt[66]
  - Francesco Porro (Pahr) (* um 1520 in Bissone; † um 1570 in Rostock), Bildhauer und Architekt in Chojnów[66][74]
  - Cristoforo Porro (Pahr) (* um 1530 in Bissone; † nach 1582 in Örebro?), Baumeister, Architekt[75][66]
  - Giorgio Porro (Parr) (* um 1540 in Bissone; † um 1600 in Schlesien), Architekt[66]
  - Domenico Pahr (* um 1540 in Bissone; † 1602 in Borgholm (Schweden)), Baumeister, Schlossarchitekt[76]
  - Pietro Porro (Parr) (* um 1540 in Bissone; † 22. November 1625 ebenda), Architekt in Brieg[66]

- Künstlerfamilie Caliari.
  - Gabriele Caliari (* um 1496 in Bissone; † nach 1553 in Verona), Steinmetz. 1529 erstmals in Verona erwähnt, wo er 1528 seinen Sohn Paolo hatte[77][78]
  - Paolo Veronese oder Paolo Caliari (1528–1588), Sohn des Gabriele, Maler in Verona
  - Benedetto Caliari (* um 1533 in Bissone; † 1598 in Verona?), Sohn des Gabriele, Maler

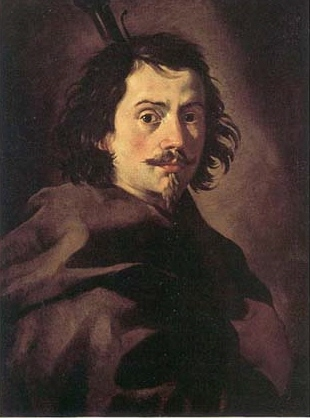
Francesco Borromini, anonymes Jugendporträt

- Künstlerfamilie Castelli (Bissone). Familie aus Bissone, ab dem 16. Jahrhundert bezeugt. Ihr entstammen mehrere Künstlergenerationen, Architekten, Bildhauer und Stuckateure, die im 16. und 17. Jahrhundert in Italien, Deutschland und Polen tätig waren.[79][80]
  - Stammbaum der Familie Castelli[81]
  - Pietro Castelli (Petrus Italus Castilio) (* um 1510 in Bissone; † nach 1569 in Lwiw), Baumeister, Architekt. Königlicher Baumeister (murator regius) am polnischen Hof[82]
  - Tommaso Castelli (* um 1510 in Bissone; † nach 1558 in Lwiw?), er arbeitete zwischen 1555 und 1557 als Ingenieur und Hofarchitekt bei der Familie Ostrogski in Polen[80]
  - Tommaso de Castello de Bisonis (* um 1515 in Bissone; † nach 1557 ebenda ?), Baumeister in Rom[83]
  - Zaccaria Castelli (* um 1535 in Bissone; † nach 1600 in Lwiw?), Hofarchitekt der Familie Ostrogski[84]
  - Alessandro Castelli (* um 1550 in Bissone; † nach 1586 in Mailand?), Bildhauer[85]
  - Giovanni Domenico Castelli senior (*um 1556 in Bissone; † 1623 in Mailand?), Stuckateur, Architekt, Vater von Francesco Borromini[86][80]
  - Zaccaria Castelli (* um 1560 in Bissone; † nach 1633 in Krakau), Baumeister[87]
  - Domenico Bissone (Castelli?) genannt Il Veneziano (* um 1570 In Bissone; † 1645 ebenda?), Holzbildhauer in Pieve di Teco und in Genua[88]
  - Giovanni Domenico Castelli junior (* 1589 in Bissone; † 1658 ebenda?), Architekt tätig in Rom[80]
  - Antonio Castelli (* um 1590 in Bissone; † nach 1651 ebenda?), Bildhauer, Architekt, er lieferte einen Entwurf für die Fassade des Mailänder Doms[89]
  - Francesco Borromini (1599–1667), Architekt
  - Bernardo Carpoforo Castelli (* 1643 in Bissone: † 1709 ebenda?), Sohn des Domenico, Architekt, Neffe von Francesco Borromini; er vollendete 1677 die Fassade der Kirche San Carlo alle Quattro Fontane in Rom getreu nach dessen Plänen[80]
  - Carlo Ludovico Castelli (17. Jahrhundert), arbeitete als Architekt in Thüringen und in Bayern gemeinsam mit einigen Mitgliedern der Familie Lucchesi aus Melide[80]
  - Cipriano Castelli (17. Jahrhundert), arbeitete als Architekt in Thüringen und in Bayern gemeinsam mit einigen Mitgliedern der Familie Lucchesi aus Melide.[80] Das Brüderpaar Bartolomeo (Maler) und Carlo Domenico Lucchesi (Stuckateur) gehörte zu den führenden Exponenten des Thüringer Barock (1704 Schloss Saalfeld; 1705–1706 Schloss Elisabethenburg)[90]

- Künstlerfamilie Bissoni.

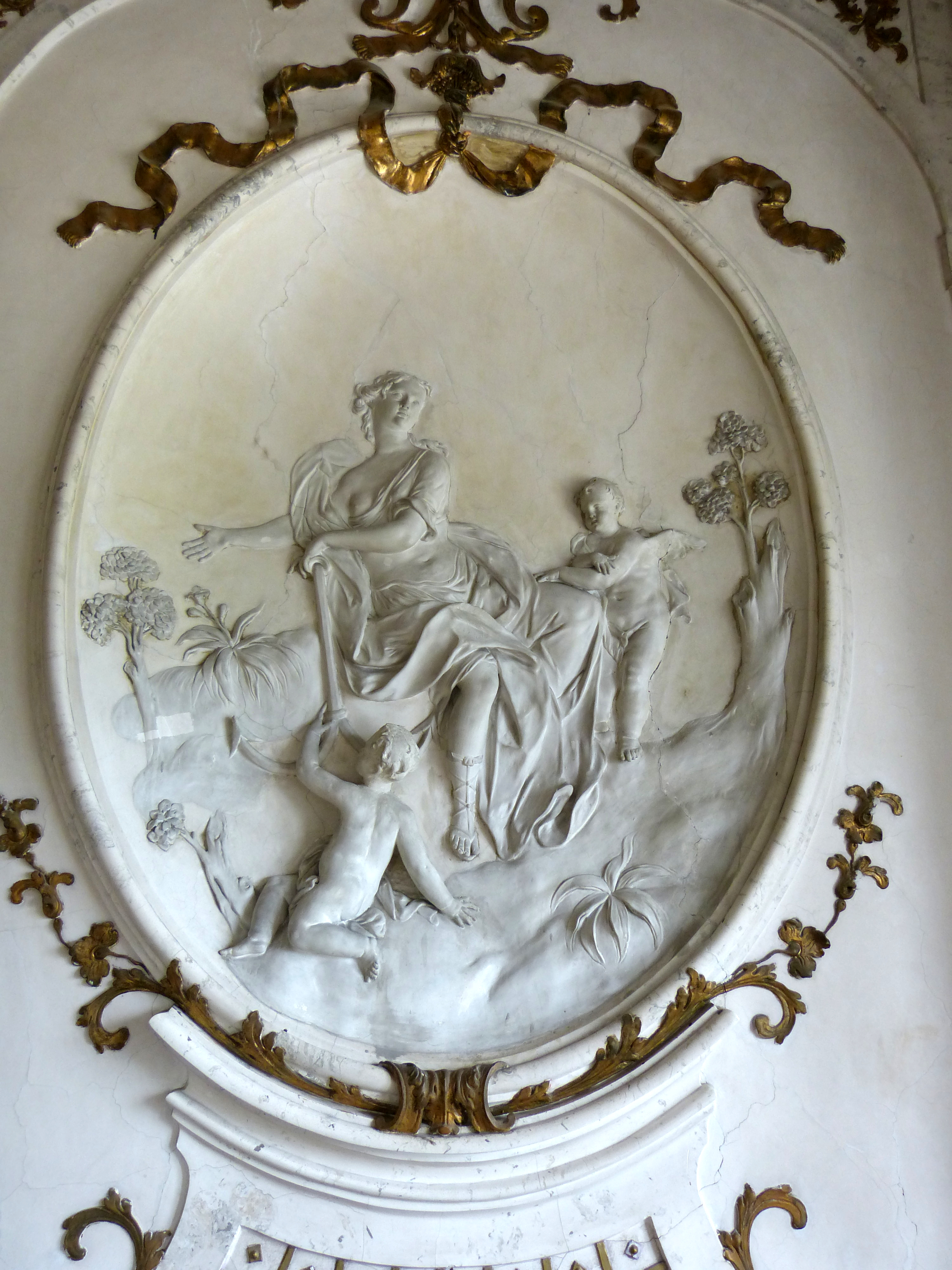
Santino Bussi und Alberto Camesina: Barockes Stuckrelief (1725/30) mit Allegorie der Hoffnung, Schlosskapelle, Schloss Hof (Niederösterreich)

  - Domenico di Francesco Bissoni (* um 1540 in Bissone; † nach 1597 in Genua), Holzbildhauer in Pieve di Teco[91]
  - Giambattista Bissoni (* um 1576 in Padua; † 1636 ebenda) (Bürgerort Bissone), Maler in Padua[92]
  - Giambattista Bissoni (Castelli?) genannt Veneto (* um 1600 in Bissone; † 1657 in Genua), Sohn von Domenico, Bildschnitzler in Holz und Elfenbein[93]
- Pietro Maino Maderno auch Peter Matterny, Matern, Materna (* um 1592 in Bissone; † 15. März 1653 in Moosbrunn) (Herkunftsort Capolago?), kaiserlicher Hofbildhauer der Renaissance in Kaisersteinbruch
- Ambrosius Ferrethi (* 3. März 1628 in Bissone; † 20. Februar 1696 in Kaisersteinbruch), kaiserlicher Hofsteinmetzmeister in Kaisersteinbruch und Wien

- Künstlerfamilie Bussi. Stammbaum[94]

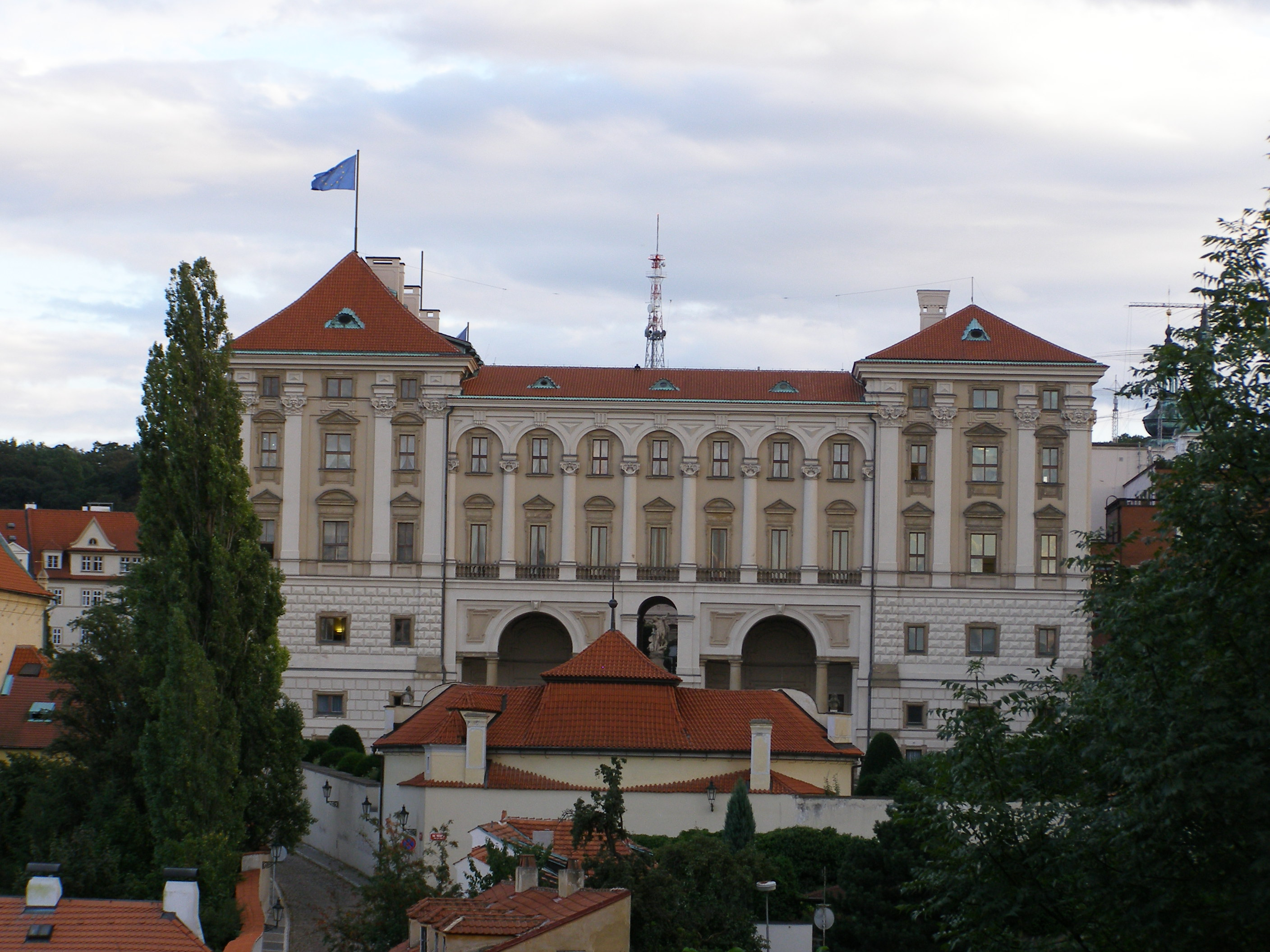
Francesco Caratti: Černín Palast, Prag

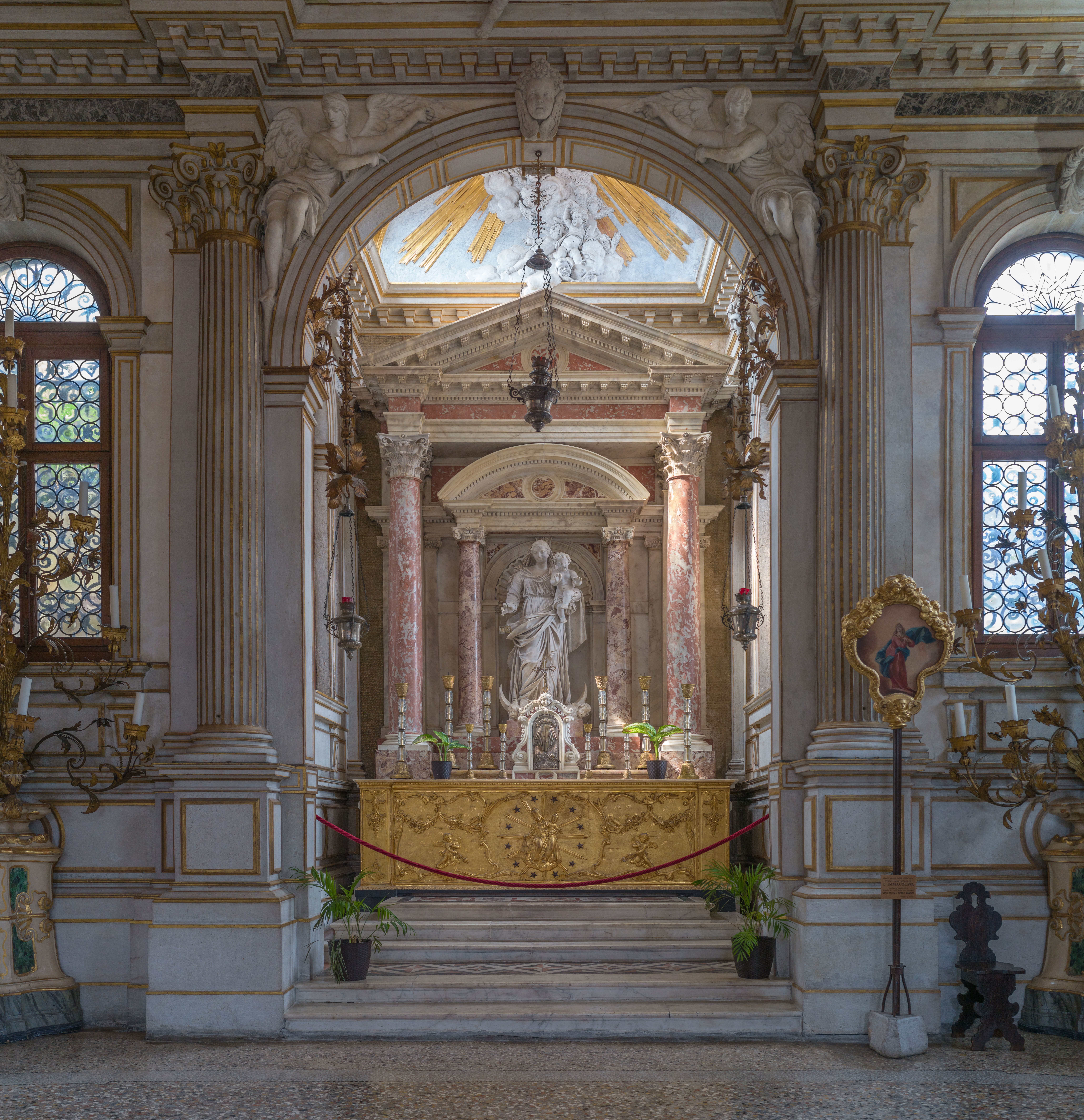
Bernardo Falcone: Statue Madonna mit Kind. Scuola Grande dei Carmini, Venedig (1659.)

  - Carlo Antonio Bussi (* 1658 in Bissone; † 15. Juli 1690 in Vöcklabruck), Sohn des Giovanni Francesco, Freskomaler, der in der Barockzeit zahlreiche Kirchen und Klöster im heutigen Oberösterreich und Niederbayern künstlerisch gestaltete und die Fresken des Malers Carpoforo Tencalla im Passauer Dom zu Ende führte. 1689 erhielt er den Auftrag für die Ausschmückung der Ägidiuskirche (Dörflkirche) in Vöcklabruck[95]
  - Santino Bussi (1665–1736/7), Maler und Stuckbildhauer italienischer Herkunft; Prinz Eugen von Savoyen berief ihn nach Wien. 1714 erhielt er den Titel eines Hofstuckateurs
  - Antonio Gaetano Bussi (* um 1690 in Bissone ?; † 7. Februar 1739 in Wien), Sohn des Carlo Antonio, Bildhauer, Stuckateur. 1713–1724 arbeitete er im neuerbauten Schloss Hirschstetten in Wien, das im barocken Stil ausgeschmückt wurde; 1727 in der Trinitarierkirche in Bratislava; 1735 in der Kirche des im Auftrag von Kaiser Karl VI. (HRR) erbauten Invalidenpalasts in Budapest (heute Rathaus des Stadtteils Pest). 1737–1739 schuf er die Stuckdecken des Kaiserzimmers im Stift Klosterneuburg[96][97]

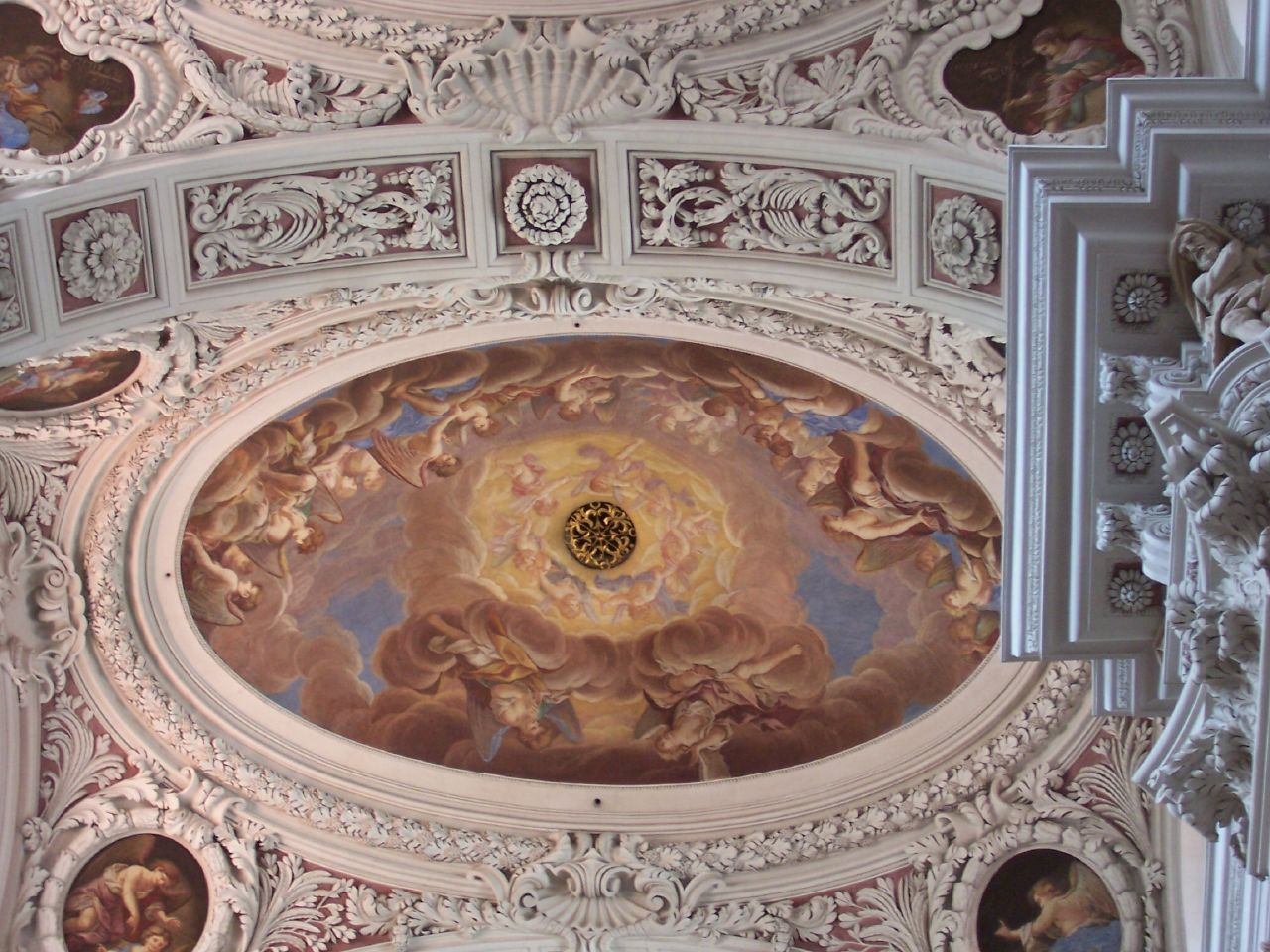
Carpoforo Tencalla: Deckenmalerei, Stephansdom, Passau, 1680–1684.

- Künstlerfamilie Caratti-Orsatti. In Bissone, ab Mitte des 17. Jahrhunderts sind die Geschlechter de Carate oder Ursi de Carate belegt, von denen die Orsatti stammen, die Bürger (patrizi) dieser Gemeinde wurden[98]
  - Battista Caratti (* um 1530 in Bissone; † vor 1574 ebenda ?), Vater von Martino, Baumeister[99]
  - Martino Caratti (* um 1550 in Bissone; † nach 1582 in Mailand ?), Bildhauer unt Bauunternehmer in Mailand[100]
  - Giovan Battista Caratti (* um 1560 in Bissone; † nach 1622 ebenda ?), Bildhauer in Parma und Piacenza[101]
  - Francesco Caratti (1620–1677), Architekt des Frühbarocks
  - Giovan Battista Caratti (* 18. September 1634 in Bissone; † nach 1680 ebenda ?), Bildhauer[102]

- Künstlerfamilie Falcone.
  - Giovanni Angelo Falcone (* um 1600 in Bissone; † 1657 in Genua), Architekt. 1650 begann er den Bau des Durazzo-Palastes, des heutigen Königspalastes in Genua und des Theaters del Falcone, das nach seinem Tode von Pier Francesco Cantone und Carlo Fontana vollendet wurde[103][104]
  - Bernardo Falcone (um 1620–1696), Bildhauer in Venedig

- Künstlerfamilie Tencalla.[105][106][107]
  - Costantino Tencalla (* um 1590 in Bissone; † nach 1647 in Warschau), Bildhauer und Architekt in Warschau und Vilnius
  - Francesco Tencalla (* um 1590 in Bissone; † vor dem 1652 ebenda), Offizier in spanischen Diensten, stiftete durch Testament von 1652 die Sankt-Rochus-Bruderschaft in Bissone[105]
  - Antonius Tencalla, (um 1555–1628), Hofsteinmetzmeister und Bildhauer
  - Bernardo Tencalla (* 1560 in Bissone; † nach 1627 ebenda ?), Steinmetz in Kaisersteinbruch[108]
  - Giovanni Giacomo Tencalla (um 1593–1653), Stuckateur, Architekt
  - Carpoforo Tencalla (1623–1685), Maler von Fresken und Leinwänden. Er malte Religiöse, allegorische und mythologische Themen
    - Minerva Musageta, Palazzo Pálffy, Burg Červený Kameň 1655[109]
    - Gaia (Mythologie) überreicht Juno (Mythologie) das Hochzeitsgeschenk, Schloss Trautenfels (1670)[110]
    - Madonna mit Kind und Heiligen Josef von Nazaret, Andreas, Jakobus der Ältere, Franz von Assisi, Dominikus und Karl Borromäus, Pfarrkirche St. Peter und Paul, Gravesano (um 1680) (Foto)[111]

  - Giovanni Pietro Tencalla (1629–1702), Ingenieur und Architekt in Wien
  - Giulio Tencalla (* 1618 in Bissone; † nach 1672 ebenda), Bildhauer und Stuckateur, schuf 1660–1670 die Altarwand der Kreuzigungskapelle im Dom zu Como und an der Villa Mirabello in Monza[105][112]
  - Pietro Tencalla (* um 1640 in Bissone; † nach 1683 in Wien?), Bildhauer in Wien, er arbeitete am Palast der kaiserlichen Kanzlei, zeichnete den Entwurf zum Obelisken, der am Treffpunkt des Kaisers Leopold I. (HRR) und Johann III. Sobieski nach der Befreiung Wiens (1683) errichtet wurde[105]
  - Giacomo Tencalla (* 1644 in Bissone; † 1692 in Tschechoslowakei ?), Sohn des Giovanni, Maler in der Kirche von Schloss Roudnice, im Schloss Lnáře, in der Kirche von Svatý Kopeček und im Schloss Milešov[113]
  - Carpoforo Tencalla (* 1674 in Bissone; † 1748 ebenda), Stuckkünstler und Zeichner[105]
  - Giuseppe Tencalla (* 7. April 1814 in Bissone; † 6. Dezember 1892 ebenda), Maler, Bühnenbildner. Er malte Ornamente im Theater von Lugano und arbeitete beinahe 40 Jahre lang für das Scalatheater in Mailand[105][114]
  - Spartaco Tencalla (* 1905 ? in Bissone; † ? ebenda), Agronom, Gründer und dann Direktor der Federazione Ortofrutticola Ticinese (FOFT) (1937) in Lugano, Dozent der Agronomie am Lehrerseminar von Locarno, Politiker der FDP[115]
  - Rezia Tencalla Bonalini (* 28. Februar 1906 in Bellinzona; † 7. August 1986 in Cademario (Kurhaus)), Journalistin für die Zeitungen Corriere del Ticino, Gazzetta Ticinese, für Radio Monteceneri (La Pagina della donna), Politikerin, Mitglied des Movimento sociale femminile, sie wohnte in Bissone[116]

- Künstlerfamilie Mazzetti.[117]

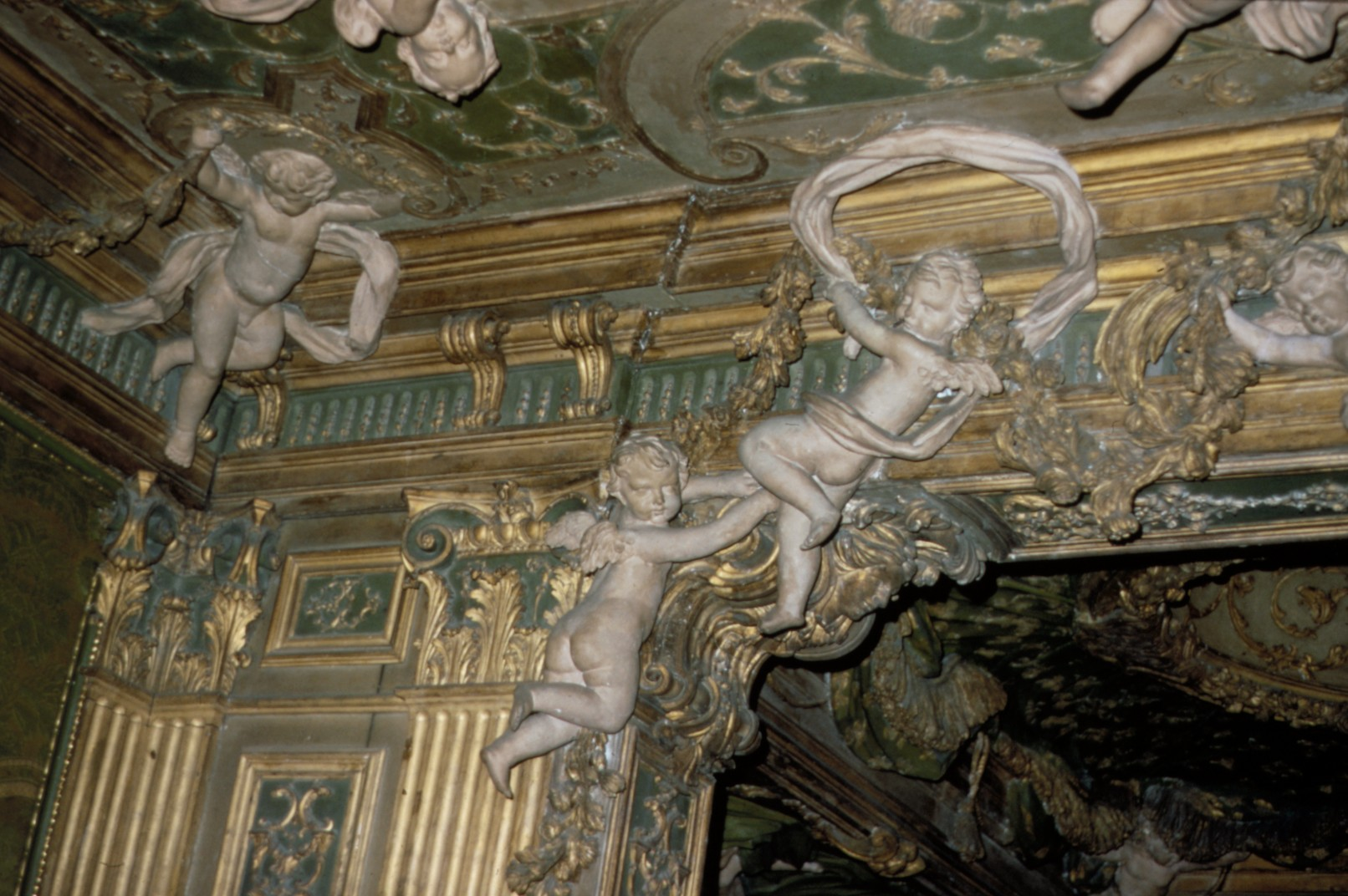
Carpoforo Mazzetti Tencalla: Schlafzimmer aus dem Sagredo-Palast, Venedig

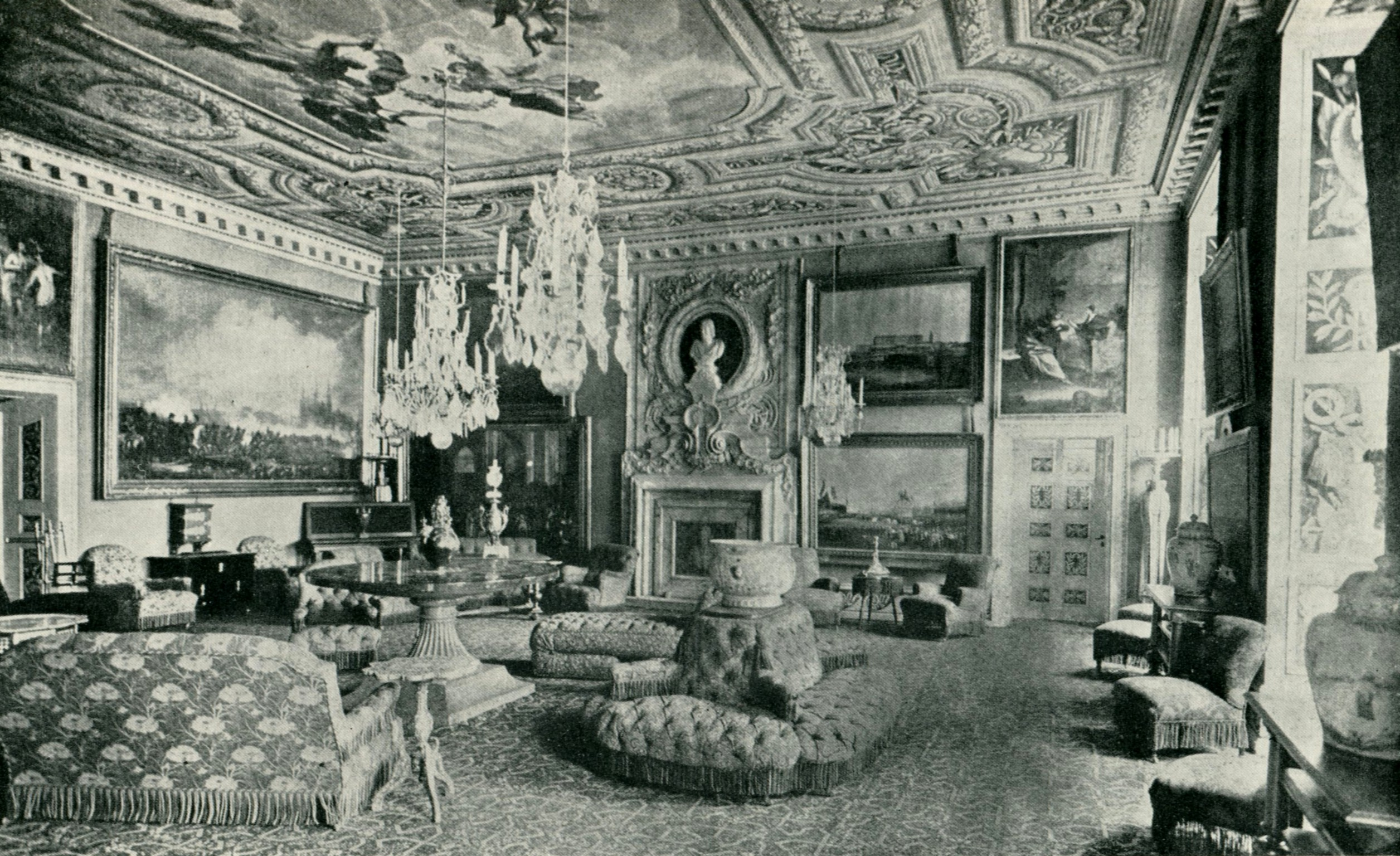
Carlo Geronimo Garove: Der Steinsaal, Schloss Drottningholm während der Herrschaft von Oskar II.

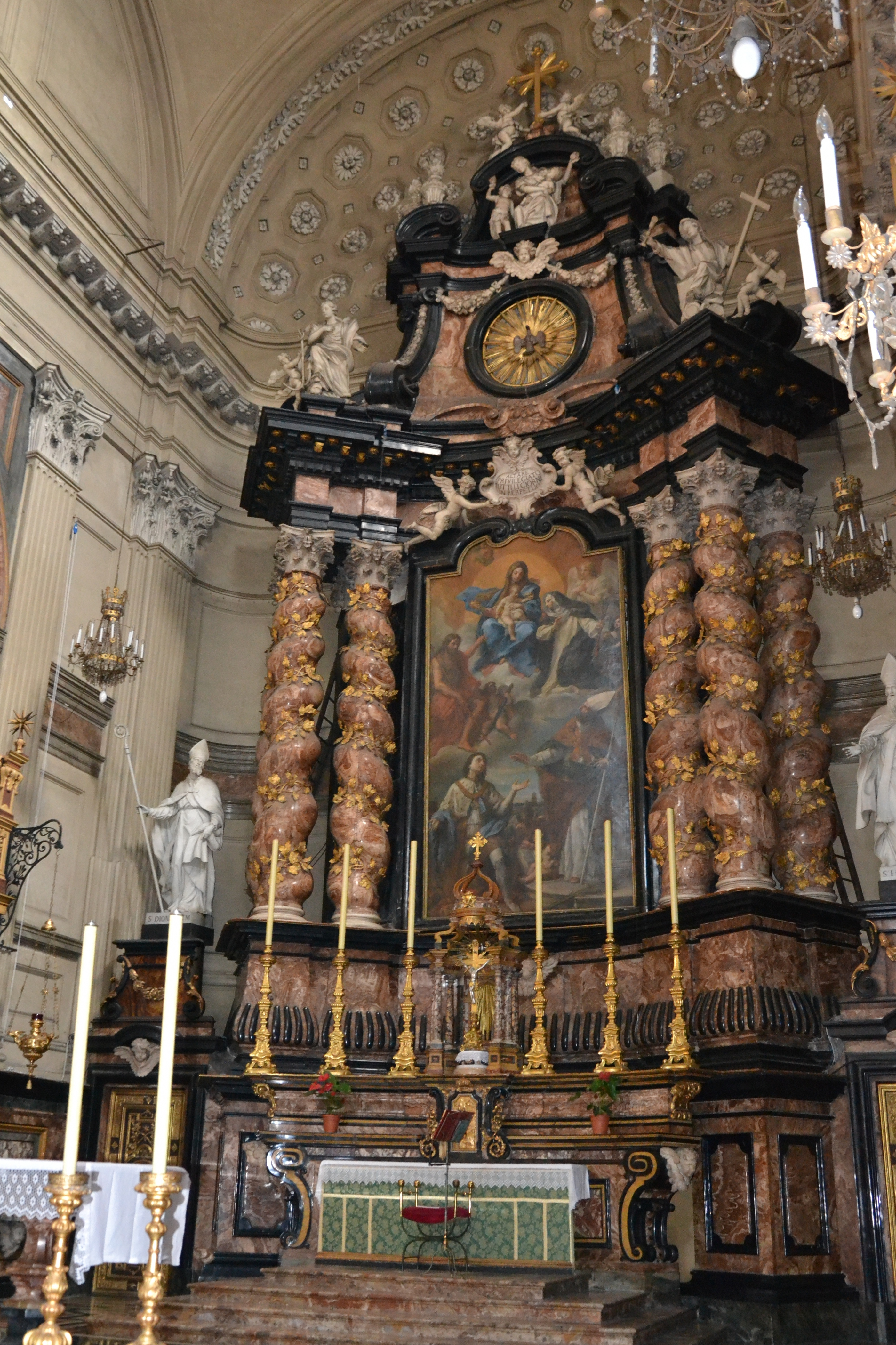
Michelangelo Garovi: Hauptaltar, Kirche San Filippo Neri, Turin

  - Giacomo Maria Mazzetto (* um 1655 in Bissone; † 1704 ebenda), Stuckateur, im Jahr 1687 war er in der Pfarrkirche von Bissone tätig[118]
  - Giovanni Domenico Mazzetti Tencalla (* 1682 in Bissone; † 1737 ebenda), Maler mit Atelier in Como[119]
  - Carpoforo Mazzetti Tencalla (* 13. August 1685; † 1743 in Venedig), Stuckateur und Zeichner in Venedig[120][117][121]

- Künstlerfamilie Garove/i. (Garovaglio). In der 2. Hälfte des 16. Jahrhunderts war die Familie im Val d’Intelvi mit dem Zweig Garvo Allio (oder Garovaglio) ansässig, der mit der Hochzeit zwischen Simone Garvo aus Bissone und Simona Allio aus Scaria entstanden war[122][123]
  - Antonio Garovo (* um 1455 in Bissone; † nach 1494 ebenda ?), Bildhauer in Genua[124]
  - Bernardo Garovo (* um 1460 in Bissone; † nach 1509 ebenda ?), Bildhauer in Genua[125]
  - Luca Garove genannt Fra’ Luca (* um 1465 in Bissone; † nach 1504 in Mendrisio?), Architekt[126][123]
  - Paolo Garovi (* um 1470 in Bissone; † nach 1506 in Atri ?), Künstler, Architekt und Bildhauer. 1503 schuf er den Taufbecken und 1506 die Kapelle der Heiligen Anna für die Kathedrale Santa Maria Assunta von Atri[123][127]
  - Leonardo Garove (* um 1528 in Bissone; † 16. Dezember 1574 in Moravský Krumlov), Architekt, tätig am Schloss Moravský Krumlov und am Schloss Náměšť nad Oslavou (CZ)[123]
  - Francesco Garove (* um 1530 in Bissone; † 9. August 1591 in Dačice), Architekt, er erbaute das Alte Schloss in Dačice[128][123]
  - Pietro Garove (* um 1535 in Bissone; † 1595 in Brno), Sohn des Giovanni Antonio, Architekt, tätig am Schloss Bučovice (CZ)[123]
  - Antonio Garovi (* um 1545 in Bissone; † Oktober 1593 in Brno), Architekt[123]
  - Girolamo (Geronimo) Garove (* um 1560 in Bissone; † 1608 in Rom), Baumeister und Ingenieur in Rom[123][129]
  - Leone Garove/o (* um 1560 in Bissone; † 12. August 1620 (Unfall) in Rom), Polier, er leitete seine Firma für den Handel mit Marmor und Steinen[130][123]
  - Tommaso Garvo Allio (* um 1540 in Bissone; † nach 1572 in Genua ?), Bildhauer in Genua zusammen mit Giovanni Orsolino[123][131]
  - Domenico Garovaglio (* 1570 in Bissone; † nach 1628 ebenda), war 1628 Baumeister der Certosa di Pavia[123][132]
  - Matteo Garvo Allio (* 1605 in Bissone; † 1670 ebenda ?), Architekt und Bildhauer in Genua, Vicenza und Padua[133]
  - Carlo Garove (* 1610 in Bissone; † 1676 in Dänemark), Stuckateur, Bildhauer[123]
  - Giovanni Garove senior (* 1610 in Bissone; † 1676 in England), Stuckateur[123]
  - Gian Pietro Garove (* um 1610 in Bissone; † 1686 in Piacenza), Bildhauer[123]
  - Tommaso Garvo Allio (* um 1620 in Bissone; † 1667 in ebenda ?), Bildhauer und Architekt in Vicenza und Padua[134]
  - Giovanni Battista Garove (1624–1690), Stuckateur in Schweden und in Deutschland
  - Giacomo (Jacopo) Garovo (* 1625 in Bissone; † 1697 in Genua), Bildhauer[123]
  - Carlo Geronimo Garove (1630–1697), Stuckateur, Bildhauer in Schweden
  - Giovanni Battista Garove (* 8. Oktober 1644 in Bissone; † 1692 in Lissabon), Sohn des Carlo Leone, Bildhauer; er ging von Genua aus nach Portugal, wo er eine Werkstatt betrieb[123]
  - Giovanni Garove junior (* um 1645 in Bissone; † 1708 in England), Stuckateur[123]
  - Michelangelo Garovi (1648/1650–1713), Architekt in Turin, Militäringenieur
  - Giovanni Domenico Garove (* 23. Juli 1651 in Bissone; † nach 1687 in Stift Garsten?), Stuckateur, tätig in der Klosterkirche Garsten in Oberösterreich[123]
  - Andrea Simone Garove (* 11. September 1652 in Ortsteil Casanova, Lenno; † um 1717 in Wien), Polier, Architekt, tätig am Winterpalais des Prinzen Eugen von Savoyen[123]
  - (Pietro) Antonio Garove (* um 1655–nach 1717), Stuckateur, tätig in Südtschechien, Turin und im Kloster Ottobeuren
  - Carlo Battista Garove (* um 1666 in Lissabon; † 1725 in Mafra (Portugal)), Bildhauer, Sohn des Battista, war tätig auf dem Bauplatz von Mafra[123]
  - Tommaso Garove (* um 1680 in Bissone; † nach 1720 in Fulda), Stuckateur, tätig im Stadtschloss von Fulda[123]
  - Giuseppe Garovi (* um 1710 in Bissone?; † nach 1750 in Venedig), Bildhauer, Stuckateur, Zeichner und Kupferstecher[135][136]
  - Zenone Garovi (* um 1765 in Bissone; † nach 1800 ebenda?), ein Schweizer Stuckateur, tätig in Mailand[137][138]

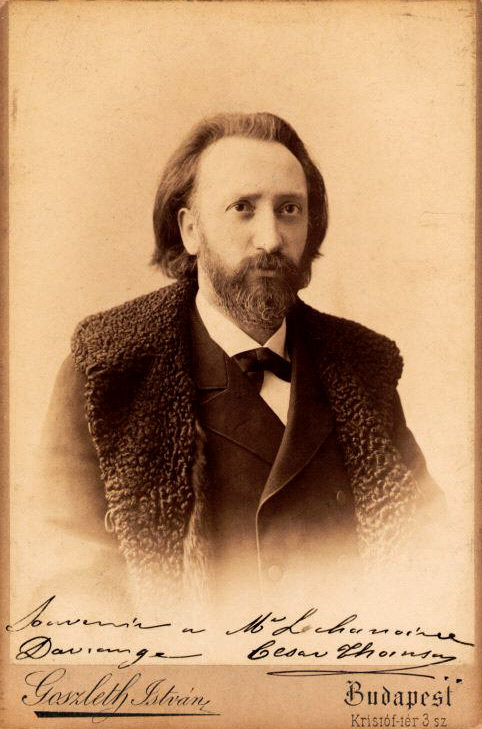
César Thomson, Foto von István Goszleth

- Leopoldo Galli (* 1806 in Bissone; † 24. April 1869 ebenda), Architekt des Königshauses Viktor Emanuel II.[139]
- Ulisse Cuccini (* 8. November 1824 in Melide; † 20. Januar 1887 in Bissone), Bildhauer[140]
- Giovanni Battista Gianola (* 7. November 1850 in Bissone; † 12. April 1914 in Massagno), Priester, Pfarrer von San Fedele Intelvi, Journalist der Zeitung Il Credente Cattolico, Dozent am Lyzeum von Lugano[141]
- Demetrio Paernio (* 19. August 1851 in Genua; † 1912 ebenda) (Herkunftsort Bissone), ein italienischer Bildhauer[142]
- César Thomson (1857–1931), belgischer Violinist, Violinpädagoge und Komponist
- Theo Modespacher (* 2. August 1897 in Basel; † 3. Januar 1955 in Bissone), Künstler, Maler malte Stillleben, Landschaft sowie Strassen- und Hafenszenen; nach 1945 schuf abstrakte Gouachen und Freskoentwürfe[143]
- Alberto Verda (* 7. September 1910 in Bissone; † 17. September 1982 in Lugano), Rechtsanwalt, Politiker, Tessiner Grossrat, Nationalrat, Oberst und Präsident des Militärgerichts[144][145]
- Caterina Valente (1931–2024), Sängerin, Tänzerin, Gitarristin, Schauspielerin und Entertainerin, die unter anderem in Bissone wohnte
- Gianfranco Verda (* 16. Januar 1941 in Lugano; † 29. April 2004 in Brissago TI), aus Bissone, er wohnte in Lugano, Rechtsanwalt, Richter, ehemaliger Präsident des Strafgerichts des Kantons Tessin[146]